# Hà Vi Vinh
Hà Vi Vinh (tiếng Trung: 何为荣; sinh tháng 10 năm 1949) là Trung tướng đã nghỉ hưu của Không quân Quân Giải phóng Nhân dân Trung Quốc (PLAAF). Ông từng giữ chức vụ Tham mưu trưởng và sau đó là Phó Tư lệnh Không quân Quân Giải phóng Nhân dân Trung Quốc.

## Thân thế và binh nghiệp
Hà Vi Vinh sinh tháng 10 năm 1949 tại Nghi Xương, tỉnh Hồ Bắc. Ông gia nhập PLAAF năm 1966 và theo học tại trường hàng không Không quân. Hà Vi Vinh đi lên từ Phi hành viên Quân chủng Không quân; Phó đại đội trưởng; Đại đội trưởng; Phó Trung đoàn trưởng, Trung đoàn trưởng Không quân; Tham mưu trưởng Sư đoàn, Sư đoàn trưởng; Tư lệnh Trung tâm Huấn luyện Thí nghiệm Phi hành Quân chủng Không quân. Năm 1993, Hà Vi Vinh thụ phong quân hàm Thiếu tướng Không quân. Năm 1999, Hà Vi Vinh tốt nghiệp tốt nghiệp chương trình đào tạo sĩ quan cấp Quân đoàn tại Đại học Quốc phòng Trung Quốc.
Tháng 1 năm 2003, Hà Vi Vinh được bổ nhiệm giữ chức Phó Tư lệnh Quân khu Tế Nam kiêm Tư lệnh Không quân trực thuộc Quân khu Tế Nam.
Tháng 7 năm 2003, Hà Vi Vinh được điều động giữ chức Tham mưu trưởng Không quân Quân Giải phóng Nhân dân Trung Quốc (PLAAF). Tháng 6 năm 2004, Hà Vi Vinh được phong quân hàm Trung tướng Không quân. Tháng 12 năm 2005, Hà Vi Vinh được bổ nhiệm làm Phó Tư lệnh Không quân Quân Giải phóng Nhân dân Trung Quốc.
Hà Vi Vinh cũng là Ủy viên Thường vụ Ủy ban Toàn quốc Chính hiệp khóa XII, Tổ trưởng Tiểu tổ lãnh đạo Giáo dục hàng không thanh thiếu niên.